# 海心桥
海心桥，昵称“小凤眼”，是中华人民共和国广东省广州市的一座跨越珠江的行人专用桥，于2021年6月25日正式开通。该桥连接越秀区二沙岛东侧岛尖和海珠区广州塔西侧，为世界上跨度最大、宽度最宽的曲梁斜拱人行桥。

## 历史

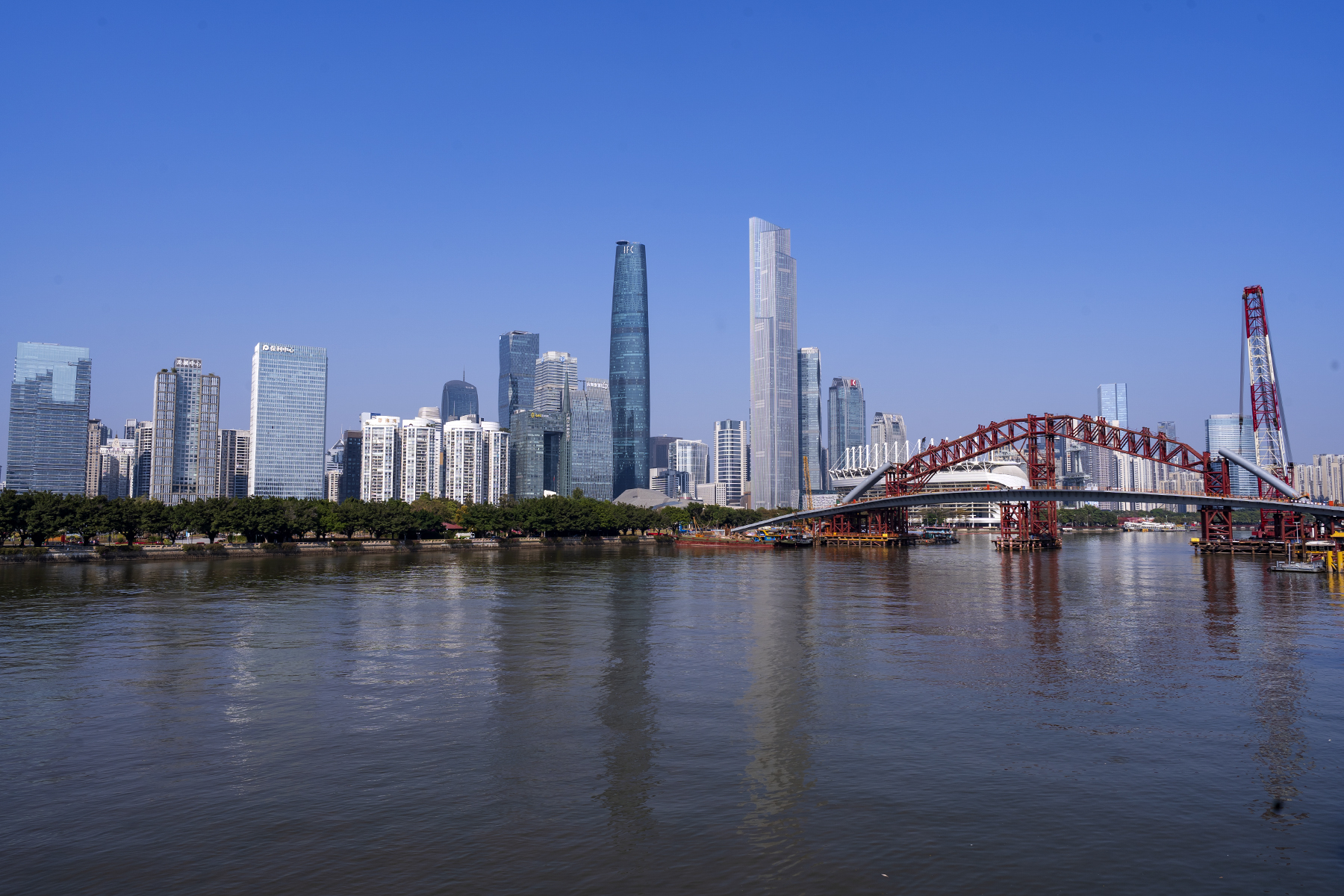
右侧为在建的海心桥（2021年1月）

2019年12月，广州市有关部门开始征集行人桥的设计方案。2020年3月，行人桥项目开始勘察设计施工总承包招标采购工作。
行人桥于2020年4月开始建设，5月15日插打完成第一条栈桥平台钢管桩；6月17日灌注第一条工程桩；12月2日完成第一个承台浇筑；12月11日完成两岸主墩下部结构施工；2021年2月8日，行人桥顺利合龙。
2021年5月13日，广州市有关部门举行人行桥全球征名活动新闻发布会，宣布自该日起到5月28日24时，公众可通过“新花城”手机客户端等征集渠道提交名称。6月8日，11位专家在征得的30,667个提名中综合评审出海心桥、海琴桥、彩琴桥、花城桥、花桥、同心桥、大凤眼、小凤眼、珠江眉、广州虹10个入围名称，随后进行公众投票。
2021年6月25日，该桥正式开通并被命名为“海心桥”，官方同时宣布以“小凤眼”作为该桥的昵称。
2022年11月，海心桥入围IABSE全球项目与技术奖中的杰出人行桥奖。2023年6月，海心桥获2023“世界人行桥奖”金奖。
2023年11月6日起，海心桥于工作日期间无需预约便可登桥通行，但安检措施仍维持，运营单位亦将根据人流情况进行限流管控。2025年1月28日起，海心桥全面取消预约登桥措施。

## 设计

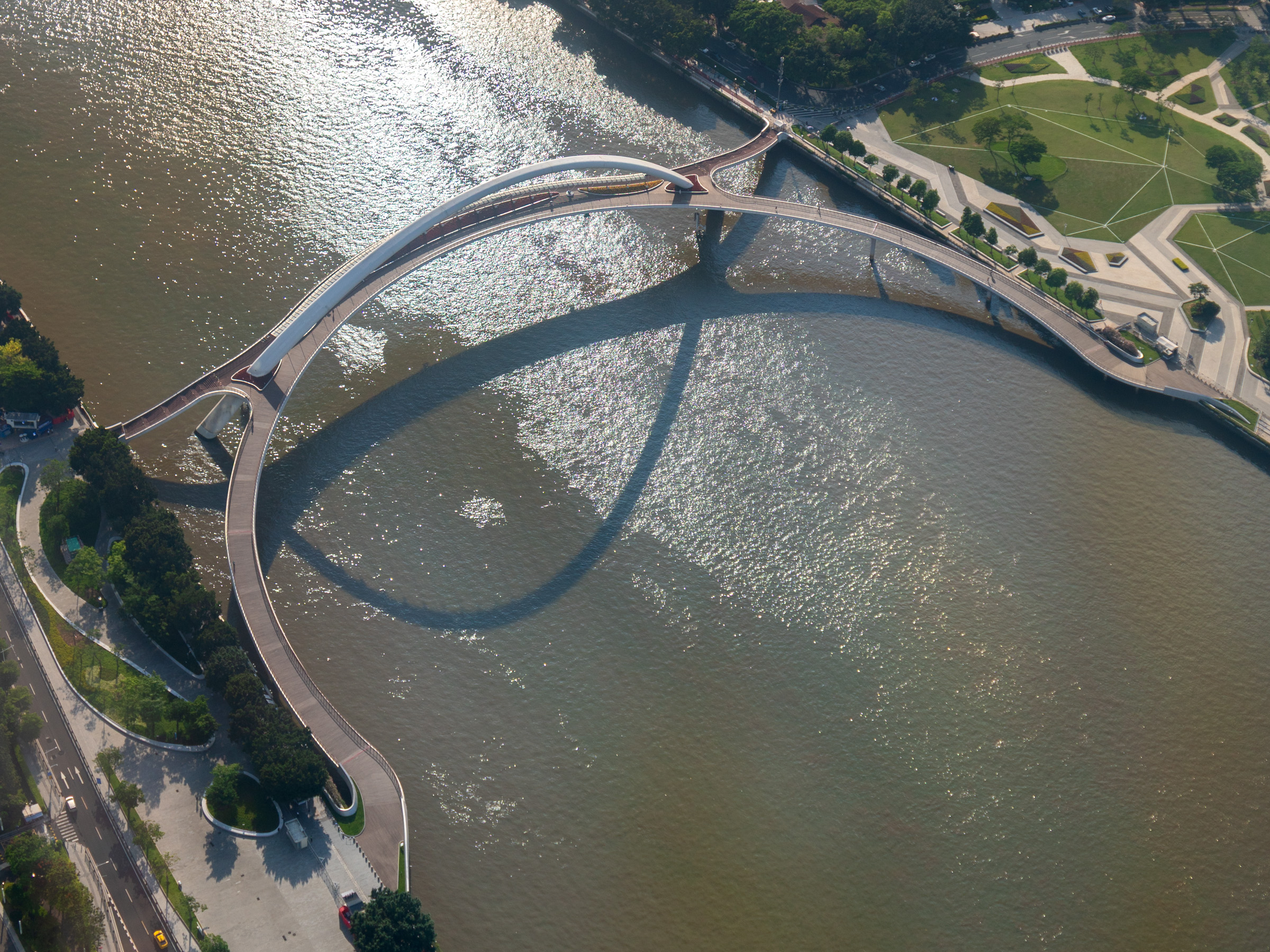
从邻近的广州塔俯瞰海心桥

海心桥由华南理工大学建筑设计研究院与广州市市政工程设计研究总院共同设计。其设计融入了岭南地域文化的元素，桥的平面提取了粤曲水袖的形态特征，桥拱融入了岭南古琴的造型元素，桥面景观以岭南花舟为主题，共同打造极具岭南特色的花城新花桥，打造珠江上看与被看皆宜的新景点。
海心桥采用中承式钢拱桥，拱向东倾斜10度，拱跨198米，主梁为曲线梁，中跨桥面宽15米，主梁最宽位置近20米。桥面分别设有两边的步道，其中桥面东侧步道全长约500米，西侧步道全长约270米。

## 客流量
2021年6月至2022年6月间，海心桥的客流量达到340万人次。

## 争议
海心桥虽设计为人行桥，但其并非全时段开放，而是实施预约、错峰、限时、限流、限量等管控模式限制，为广州唯一采取预约制管理的跨江人行桥。此外桥上虽设有单车径，但至今仍不允许自行车上桥。此举引发市民批评，认为无法满足平日通勤的需求。对此当局回应称，广州塔核心区域须按照旅游景点的要求管理，相关规定要求该区域内“不得有机动车、非机动车（含互联网租赁自行车等）违反限制通行、禁止通行等措施以及违反规定停放的行为”。